# Pere Pau Claparols Marunys
Pere Pau Claparols Marunys   (Olot, 1773 (>1772) - Barcelona, 6 de novembre de 1856) fou un teòric mestre de música, piano i dansa de Barcelona, tal com transmeten Saldoni i Pedrell.

## Biografia
Era fill de Salvador Claparols, pagès, i de Paula Marunys, ambdós nascuts a Sant Joan les Fonts. Morí a Barcelona el 6 de novembre de 1856 a l'edat de 83 anys, vidu de Eulàlia Lligadas; el 21 del mateix mes se'n va celebrar el funeral a la Catedral de Barcelona.
És autor del tractat El Maestro y discípulo de música: método breve y fácil de elementos generales de música, publicat a Barcelona el 1825 a la impremta de Josep Torner, un mètode de solfeig i teoria de la música, amb la redacció del text disposat en forma de preguntes i respostes, i il·lustrat amb molts exemples i lliçons pràctiques, algunes de les quals van ser compostes i arreglades per a piano pel mateix autor.
A més de la docència musical, es va ocupar en la producció i comercialització de partitures manuscrites. Se sap que en circularen gràcies als anuncis d’algunes llibreries i de botigues de música que apareixien al anuncis de la época al Diario de Barcelona.